# 한충수
한충수(韓忠洙, 1942년 8월 12일~2017년 11월 15일, 경기도 시흥시)는 대한민국의 정치인으로, 제16대 국회의원을 지냈다.

## 학력
- 인천기계공업고등학교 졸업

### 비학위 수료
- 성균관대학교 행정대학원 행정정책과정 수료

## 경력
- 근주산업주식회사 대표
- 한국보이스카웃경기연맹 이사
- 한국 볼링협회 초대창설 이사
- 시흥군 체육회 상임부회장
- 인천공업고등학교 총동문회 부회장
- 안산 시정연구회 회장
- 평상장학회 회장
- 내외문제연구소 안산지회장
- 평화민주당 경기도지부 사무처장
- 민주당 중앙당 당기위원 및 경기도지부 사무처장
- 새정치국민회의 중앙당 사무부총장
- 새천년민주당 중앙당 지방자치부위원장
- 새천년민주당 당무위원

## 역대 선거 결과
|  | 19.3% |

|  | 35.9% |

## 가족 관계
- 배우자: 윤승덕
  - 아들: 한상규, 한상훈, 한상욱
  - 딸: 한수연